# Christian Wild (Biologe)

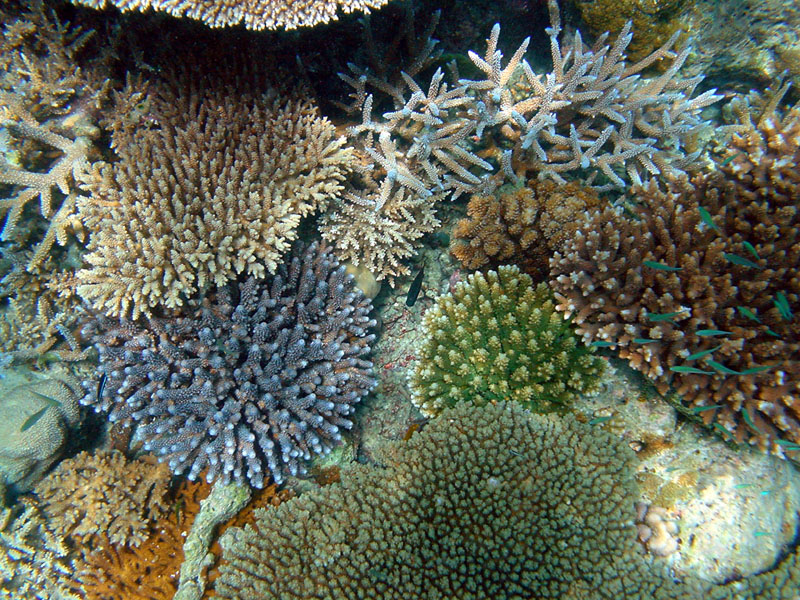
Steinkorallen im Flachwasser. Sie werden als Ökosystem-Ingenieure bezeichnet, da sie viele symbiotisch ablaufende Funktionen in einem Riff-Ökosystem erfüllen.

Christian Wild (* 1974) ist ein deutscher Biologe und Geograph. Er ist Professor an der Universität Bremen. Davor war er Professor am Leibniz-Zentrum für Marine Tropenökologie, ZMT in Bremen.

## Leben
Wild studierte Biologie und Geographie an der Universität Mainz und der Universität Bremen und führte sein Promotionsprojekt in der Abteilung Biogeochemie am Max-Planck-Institut für marine Mikrobiologie in Bremen von 2000 bis 2003 durch. Anschließend arbeitete er als Berater für Korallenriffthemen für die Intergovernmental Oceanographic Commission (IOC) der UNESCO in Paris. Von 2006 bis 2010 war er Leiter einer durch die Deutsche Forschungsgemeinschaft (DFG) geförderten Emmy-Noether-Nachwuchsgruppe an der Ludwig-Maximilians-Universität München. 2010 wurde er Professor am ZMT Bremen.

### Forschung und Lehre
Wild und seine Arbeitsgruppe arbeiten zu den biologischen, geochemischen und physikalischen Faktoren, die das Funktionieren von rezenten Korallenriffen bestimmen. Im Mittelpunkt seiner Forschung stehen hierbei sogenannte Ökosystem-Ingenieure. Dies sind Organismen wie Steinkorallen, die die Verfügbarkeit von Lebensräumen und Ressourcen für andere Lebewesen im selben Ökosystem entscheidend beeinflussen. Er führt vergleichende Studien mit verschiedenen „Ingenieuren“ durch und untersucht Interaktionen zwischen unterschiedlichen Rifforganismen. Außerdem geht er der Frage nach dem Einfluss verschiedener Stressfaktoren (Wassererwärmung und -ansäuerung, Überfischung, Nährstoffeintrag, Sedimentation) auf die Serviceleistungen von Korallenriffökosystemen für uns Menschen nach.
Wild und seine Arbeitsgruppe führen interdisziplinäre Felduntersuchungen an verschiedenen Riffstandorten im Indopazifik und in der Karibik mit ergänzenden Laborexperimenten in den Meerwasseranlagen am ZMT durch. Ein Fokus seiner Untersuchungen sind Fragen nach der Abgabe und Komposition von organischem Material durch marine Organismen (Tiere, höhere Pflanzen, Algen, Mikroorganismen). Seine Arbeit schließt an Studien an, die zeigten, dass organischen Substanzen, v. a. Schleime und Zucker, eine Reihe von wichtigen Prozessen im Ökosystem Korallenriff und angrenzenden Lebensräumen steuern können.
Wild lehrt im Master-Studiengang des ZMT sowie im Fachbereich Biologie/Chemie (FB02) der Universität Bremen.

## Schriften
- Sediment-water coupling in permeable shallow water sediments. Peniope, München 2004.
- Faszination, Bedeutung und Gefährdung von Korallenriffen in einer Zeit der globalen Veränderung. In: A. Höfer, D. Rath (Hrsg.): Deutschlands wahre Superstars – 50 Zukunftsperspektiven junger Wissenschaftler. Heel, Königswinter 2007, S. 46–49.
- mit C. Jantzen: Baumeister der Meere – Korallen als Ingenieure von Warm- und Kaltwasserriffen. In: U. Moldrzyk, G. Heiss (Hrsg.): abgetaucht. Begleitbuch zur Sonderausstellung zum internationalen Jahr des Riffes 2008. Museum für Naturkunde der Humboldt-Universität, Berlin 2008, S. 171–182.
- Mitautor: Konsequenzen des Klimawandels für Korallenriffe – mögliche Lösungsansätze. In: U. Moldrzyk, G. Heiss (Hrsg.): abgetaucht. Begleitbuch zur Sonderausstellung zum internationalen Jahr des Riffes 2008. Museum für Naturkunde der Humboldt-Universität, Berlin 2008, S. 148–170.
- Mitautor: Bleaching and related ecological factors. CRTR working group findings 2004–2009. Coral Reef Targeted Research & Capacity Building for Management Programme. Brisbane, 2009, S. 128ff.